# Kínai kobra
A kínai kobra (Naja atra) Dél-Kínában és Tajvanon honos kobrafaj, Kína egyik leggyakoribb mérgeskígyója. 

## Megjelenése

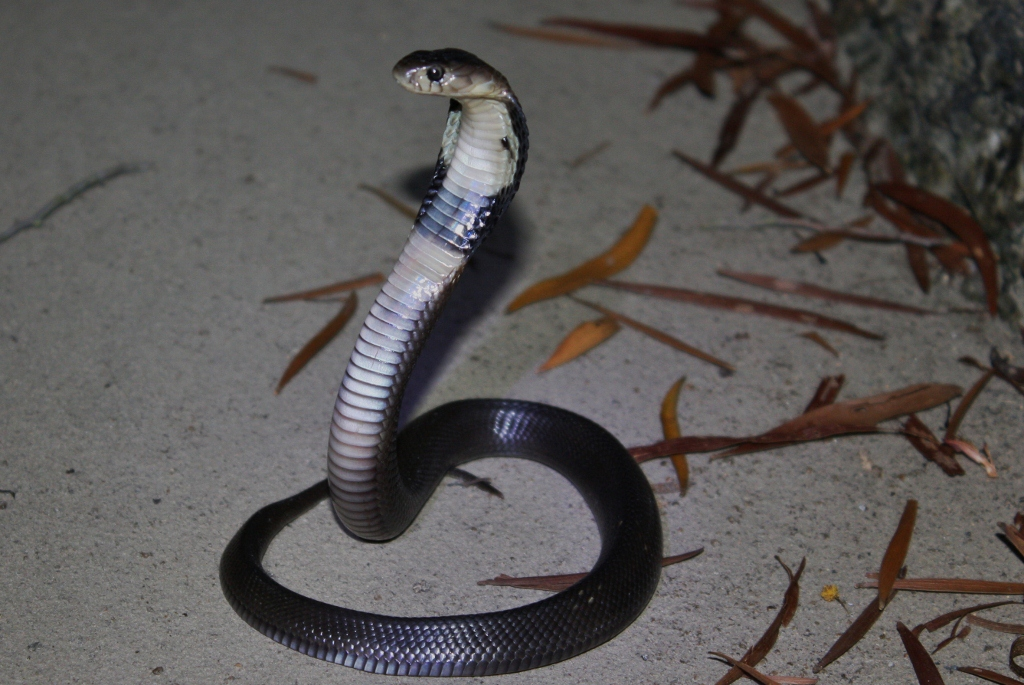
Fiatal kobra

A kínai kobra közepes méretű, általában 1,2-1,5 méteresre nő meg, de ritkán előfordulnak 2 méteres példányok is. Színe csillogó fekete, barna vagy szürke, ritkán sárgás vagy fehéres példányokkal is lehet találkozni. Törzsén egymástól távol elhelyezkedő, világos, vékony, kettős keresztcsíkok lehetnek, melyek főként a fiatal példányokon szembetűnőek. Hasi oldala palaszürke vagy gyöngyszürke. Fejtetője a hátával azonos árnyalatú, míg fejének oldala világosabb. A tajvani kobrapopulációk színe eltérő, a keletiek valamennyien feketék, a sziget középső és déli felén élők többnyire (80%-ban) szürkék vagy fehéresek, északon pedig a fekete kígyók aránya 60%.
A többi kobrafajhoz hasonlóan első bordáit széles csuklyaként képes kifeszíteni, ha fenyegetve érzi magát. A csuklya hátoldalán látható mintázat lehet szemüvegszerű, patkó vagy O alakú, és a minta egy keresztsávval gyakran elér a csuklya széléig. A csuklya torokrésze világos színű és legtöbbször két jól látható fekete folt van rajta.
Feje széles, kissé háromszögletű, a nyaktól csak kissé különül el. Orrlyukai nagyok és jól láthatóak. Szemei közepes méretűek, szivárványhártyája sötét piszkossárga, melyet apró sötétszürke vagy kékesfekete foltok pettyeznek. Pupillája kerek. Hátpikkelyei fényesek és simák. Viszonylag erőteljes testalkatú, törzse kissé lapított, farka rövid.

## Elterjedése
A kínai kobra Délkelet-Kínában (Szecsuan, Fucsien, Kuangtung, Kuanghszi-Csuang Autonóm Terület, Kujcsou, Hunan, Hupej, Csöcsiang tartományokban és Hajnan szigetén, valamint Hongkongban), Észak-Laoszban, Észak-Vietnámban és Tajvanon (főleg annak déli felén) őshonos.
Élőhelyét illetően nem válogatós, erdőkben, bozótosokban, réteken, mangroveerdőkben egyaránt előfordul a tengerszinttől egészen 2000 méteres magasságig. Jól alkalmazkodik a füves síkságokhoz, dzsungelekhez, rizsföldekhez, még az emberi településekhez is. A zárt lombkoronájú sűrű erdőket kerüli. A leggyakrabban másodlagos erdőkben, erdő melletti rizsföldeken vagy települések körül lehet találkozni vele. 

## Életmódja

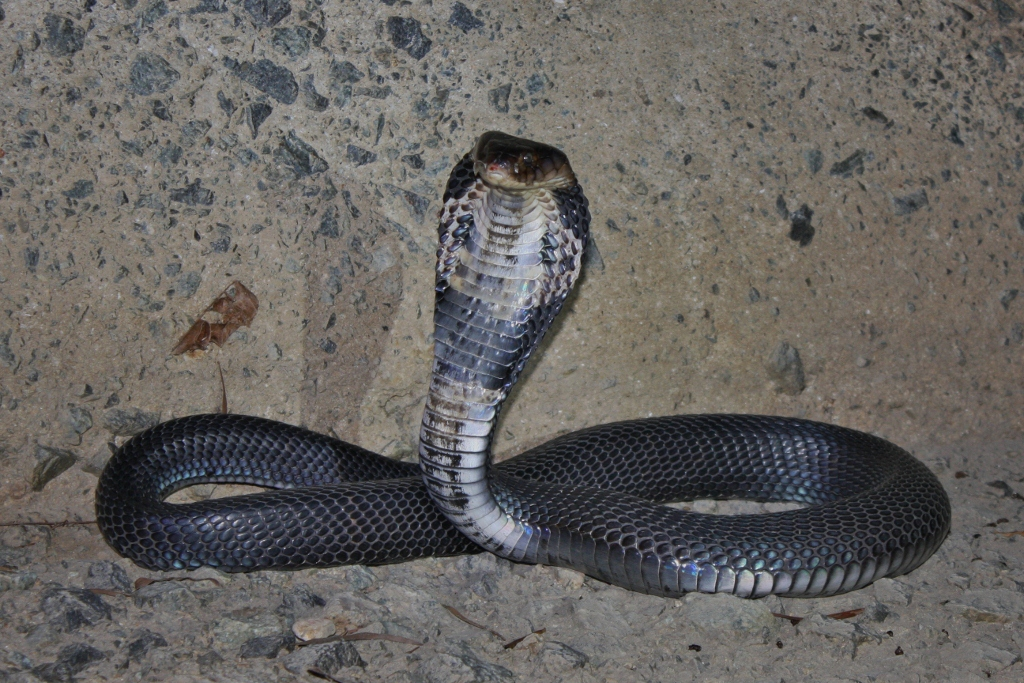

Többnyire nappal vagy szürkületkor aktív, forró időjárás esetén inkább kora este jár zsákmány után. Óvatos kígyó, az ember elől ha teheti elmenekül, de ha sarokba szorítják vagy meglepik, hangosan sziszegve, törzsét megemelve és csuklyáját szétfeszítve fenyegető pozitúrát vesz fel és ha háborgatója nem hátrál, megmarja.
Rágcsálókkal, békákkal, halakkal, madarakkal, tojásokkal és kisebb kígyókkal táplálkozik. A fiatal kobrák főlek kétéltűeket esznek, míg a kifejlett példányok a kisemlősöket és hüllőket részesítik előnyben. A békák párzási időszakában azonban - amikor könnyű zsákmánynak számítanak -  a felnőttek étrendjének döntő részét kétéltűek teszik ki. Leggyakoribb zsákmányállataik a Fejervarya limnocharis, Polypedates leucomystax és a Duttaphrynus melanostictus békafajok.
A többi kobrához hasonlóan tojásokkal szaporodnak. Párzási időszaka függ az éghajlati viszonyoktól, Vietnámban március–május között zajlik. A nőstények ezután május–július között 6–23 tojást (méretük kb. 4,5 × 3 cm) raknak le egy fészekbe, amit aztán védelmeznek. A kikelő kobrák kb. 20 cm hosszúak.

## Mérge

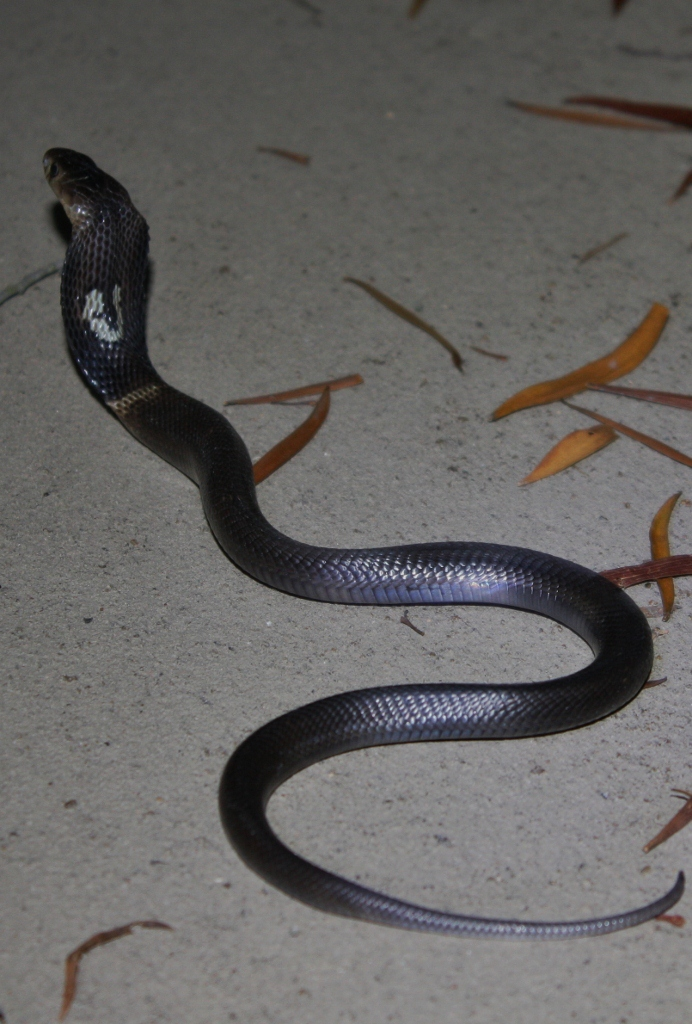

A kínai kobra harapása mérgező és kezelés nélkül halálos is lehet. Mérge elsősorban posztszinaptikus idegmérgekből és szívre ható kardiotoxinokból áll (utóbbi száraz súlyának 54%-át teszi ki). Egerekben az LD50 értéke 0,29 mg/kg intravénásan és 0,53—0.67 mg/kg bőr alá adva. Egy marással akár 250 mg méreg is juthat az áldozatba. A kínai kobra nem tartozik a köpködőkobrák közé, ennek ellenére egyes kígyók (főleg Kujcsouban) akár két méteres távolságra is támadójuk felé lövellik a mérgüket, bár nem túl pontosan. A 20. század elején, 1904-1938 között Tajvanon 593 kígyómarást jegyeztek fel, melyből 87 végződött halállal (15%, magasabb mint az indiai pápaszemes kobra esetében).
A kínai kobra marásának tünetei a marás helyének elszíneződése, vörösödése és megduzzadása, lokális fájdalom. Hosszabb távon a környező szövetek felhólyagosodnak és nekrotizálnak. A szövetelhalás akár maradandó sebhelyeket is okozhat. A szisztémás hatások: mellkasi fájdalom, láz, kiszáradó torok, nyelési nehézségek, beszédkészség elvesztése, végtaggyengeség, légzési nehézség. A légzőizmok bénulása néha halálhoz vezethet, de az ellenszérum kifejlesztése óta az ilyen eset nagyon ritka.

## Környezetvédelmi helyzete
A Természetvédelmi Világszövetség Vörös listáján a kínai kobra sebezhető besorolást kapott, mert az utóbbi 20 évben populációi 30-50%-kal csökkentek. Elsősorban a környezetszennyezés (a műtrágyák és növényvédőszerek túlzott használata) és a túlvadászás veszélyeztetik. A kobrát nagy mennyiségben fogják és részben helyben fogyasztják vagy exportálják. Sikeres próbálkozások történtek fogságban való szaporítására.   

## Fordítás
- Ez a szócikk részben vagy egészben  a   Chinese cobra című angol Wikipédia-szócikk ezen változatának fordításán alapul.  Az eredeti cikk szerkesztőit annak laptörténete sorolja fel. Ez a jelzés csupán a megfogalmazás eredetét és a szerzői jogokat jelzi, nem szolgál a cikkben szereplő információk forrásmegjelöléseként.